# مارينو فاتشين
مارينو فاتشين (بالإيطالية: Marino Facchin)‏ (مواليد 20 فبراير 1913) هو ملاكم إيطالي، مثّل بلاده في الألعاب الأولمبية الصيفية 1936.

## روابط خارجية
مارينو فاتشين على موقع بوكس ريك (الإنجليزية) (registration required)
- مارينو فاتشين على موقع أوليمبيديا (الإنجليزية)